# 전북특별자치도의 국가등록문화유산
대한민국의 국가등록문화재 가운데 전북특별자치도에 있는 국가등록문화재는 다음의 목록과 같다.
| 번호  | 사진                                                                   | 명칭                                                                    | 소재지                                                          | 관리자 (단체)                    | 지정일                | 참조 |
| 28호  |                                                                        | 진안성당 어은공소 (鎭安聖堂 魚隱公所)                                   | 전북 진안군 진안읍 어은동길 23 (죽산리)                         | 진안군                           | 2002년 5월 31일 지정  |      |
| 61호  |                                                                        | 김제 죽산리 구 일본인 농장 사무소 (金提 竹山里 舊 日本人 農場 事務所)   | 전북 김제시 죽산면 죽산리 570-6                                 | 김제시                           | 2003년 6월 30일 지정  |      |
| 64호  |                                                                        | 군산 동국사 대웅전 (群山 東國寺 大雄殿)                                 | 전북 군산시 동국사길 16 (금광동)                                | 대한불교조계종 동국사            | 2003년 7월 15일 지정  |      |
| 172호 |                                                                        | 전주 신흥고등학교 강당과 본관 포치 (全州 新興高等學校 講堂과 本館 포치) | 전북 전주시 완산구 서원로 399 (중화산동1가)                     | .                                | 2005년 6월 18일 지정  |      |
| 173호 |                                                                        | 전주 중앙동 구 박다옥(博多屋) (全州 中央洞 舊 博多屋)                   | 전북 전주시 완산구 전라감영3길 14 (중앙동2가)                   | .                                | 2005년 6월 18일 지정  |      |
| 174호 |                                                                        | 전주 다가동 구 중국인 포목상점 (全州 多佳洞 舊 中國人 布木商店)         | 전북 전주시 완산구 전라감영2길 25 (다가동1가)                   |                                  | 2005년 6월 18일 지정  |      |
| 175호 |                                                                        | 정읍 신태인 구 도정공장 창고 (井邑 新泰仁 舊 搗精工場 倉庫)             | 전북 정읍시 신태인읍 신태인1길 123, 외 10필지 (신태인리)        | .                                | 2005년 6월 18일 지정  |      |
| 176호 |                                                                        | 구 고창고등보통학교 강당 (舊 高敞高等學校 講堂)                         | 전북 고창군 고창읍 모양성로 50 (교촌리)                         |                                  | 2005년 6월 18일 지정  |      |
| 177호 |                                                                        | 구 부안금융조합 (舊 扶安金融組合)                                       | 전북 부안군 부안읍 당산로 90 (동중리)                           | .                                | 2005년 6월 18일 지정  |      |
| 178호 |                                                                        | 익산 구 이리농림학교 축산과 교사 (益山 舊 裡里農林學校 畜産科 校舍)     | 전북 익산시 고봉로 79 (마동)                                    | 전북대학교                       | 2005년 6월 18일 지정  |      |
| 179호 |                                                                        | 원불교 익산성지 (圓佛敎 益山聖地)                                       | 전북 익산시 신용동 344-2                                        |                                  | 2005년 6월 18일 지정  |      |
| 180호 |                                                                        | 익산 중앙동 구 삼산의원 (益山 中央洞 舊 三山醫院)                       | 전북 익산시 중앙로 22-253 (중앙동3가)                           |                                  | 2005년 6월 18일 지정  |      |
| 181호 |                                                                        | 익산 구 익옥수리조합 사무소와 창고 (益山 舊 益沃水利組合 事務所와 倉庫) | 전북 익산시 평동로1길 28-4 (평화동)                             | .                                | 2005년 6월 18일 지정  |      |
| 182호 |                                                                        | 군산 발산리 구 일본인 농장 창고 (群山 鉢山里 舊 日本人 農場 倉庫)       | 전북 군산시 개정면 바르메길 43 (발산리)                         | .                                | 2005년 6월 18일 지정  |      |
| 183호 |                                                                        | 군산 신흥동 일본식 가옥 (群山 新興洞 日本式 家屋)                       | 전북 군산시 구영1길 17 (신흥동)                                 | .                                | 2005년 6월 18일 지정  |      |
| 184호 |                                                                        | 군산 해망굴 (群山 海望堀)                                               | 전북 군산시 중앙로 255, 외 3필지, 금동 9-3 외 4필지 (해망동)    |                                  | 2005년 6월 18일 지정  |      |
| 185호 |                                                                        | 김제 증산법종교 본부영대와 삼청전 (金堤 甑山法宗敎 本部靈臺와 三淸殿)   | 전북 김제시 금산면 모악로 260 (금산리)                          | .                                | 2005년 6월 18일 지정  |      |
| 186호 |                                                                        | 김제 구 백구금융조합 (金堤 舊 白鷗金融組合)                             | 전북 김제시 백구면 부용1길 27 (월봉리)                          | .                                | 2005년 6월 18일 지정  |      |
| 187호 |                                                                        | 김제 신풍동 일본식 가옥 (金堤 新豊洞 日本式 家屋)                       | 전북 김제시 두월로 185 (신풍동)                                 | .                                | 2005년 6월 18일 지정  |      |
| 188호 |                                                                        | 임실 오수망루 (任實 獒樹望樓)                                           | 전북 임실군 오수면 오수리 348-6                                 | .                                | 2005년 6월 18일 지정  |      |
| 189호 |                                                                        | 장수성당 수분공소 (長水聖堂 水分公所)                                   | 전북 장수군 장수읍 뜬봉샘길 51-3 (수분리)                       |                                  | 2005년 6월 18일 지정  |      |
| 190호 |                                                                        | 장수 호룡보루 (長水 虎龍堡壘)                                           | 전북 장수군 산서면 비행로 20 (동화리)                           |                                  | 2005년 6월 18일 지정  |      |
| 191호 |                                                                        | 진안 강정리 근대 한옥 (鎭安 江亭里 近代 韓屋)                           | 전북 진안군 마령면 원강정1길 56, 외 2필지 (강정리)              | .                                | 2005년 6월 18일 지정  |      |
| 207호 |                                                                        | 군산 구 제1수원지 제방 (群山 舊 第一水源地 堤防)                        | 전북 군산시 솔꼬지1길 46, 외 3필지 (소룡동)                     |                                  | 2005년 11월 11일 지정 |      |
| 208호 |                                                                        | 군산 구 임피역 (群山 舊 臨陂驛)                                         | 전북 군산시 임피면 서원석곡로 39 (술산리)                       | .                                | 2005년 11월 11일 지정 |      |
| 209호 |                                                                        | 익산 주현동 구 일본인 농장 사무실 (益山 珠峴洞 舊 日本人 農場 事務室)   | 전북 익산시 중앙로4길 59, 외 1필지 (주현동)                     | .                                | 2005년 11월 11일 지정 |      |
| 210호 |                                                                        | 익산 구 춘포역사 (益山 舊 春蒲驛舍)                                     | 전북 익산시 춘포면 춘포1길 17-1 (덕실리)                        | .                                | 2005년 11월 11일 지정 |      |
| 211호 |                                                                        | 익산 춘포리 구 일본인 농장 가옥 (益山 春蒲里 舊 日本人 農場 家屋)       | 전북 익산시 춘포면 춘포4길 48 (춘포리)                          | .                                | 2005년 11월 11일 지정 |      |
| 212호 |                                                                        | 정읍 영주정사와 영양사 (井邑 瀛州精舍와 瀛陽祠)                         | 전북 정읍시 현암2길 40 (흑암동)                                 | .                                | 2005년 11월 11일 지정 |      |
| 213호 |                                                                        | 정읍 진산동 영모재 (井邑 辰山洞 永慕齋)                                 | 전북 정읍시 진산1길 25 (진산동)                                 | 김진해                           | 2005년 11월 11일 지정 |      |
| 214호 |                                                                        | 정읍 관청리 근대 한옥 (井邑 官淸里 近代 韓屋)                           | 전북 정읍시 고부면 관청1길 5 (관청리)                           | 한진숙                           | 2005년 11월 11일 지정 |      |
| 215호 |                                                                        | 정읍 화호리 구 일본인 농장 가옥 (井邑 禾湖里 舊 日本人 農莊 家屋)       | 전북 정읍시 신태인읍 화호2길 12-8 (화호리)                      | .                                | 2005년 11월 11일 지정 |      |
| 216호 |                                                                        | 장수경찰서 관사 (長水警察署 官舍)                                       | 전북 장수군 장수읍 방촌길 21 (장수리)                           |                                  | 2005년 11월 11일 지정 |      |
| 219호 |                                                                        | 김제 신풍동 근대 한옥 (金堤 新豊洞 近代 韓屋)                           | 전북 김제시 중앙15길 35-6 (신풍동)                              | .                                | 2005년 12월 9일 지정  |      |
| 220호 |                                                                        | 김제 종신리 한·일 절충식 가옥 (金堤 宗新里 韓·日 折衷式 家屋)           | 전북 김제시 죽산면 종남길 233 (종신리)                          | .                                | 2005년 12월 9일 지정  |      |
| 221호 |                                                                        | 완주 구 삼례양수장 (完州 舊 參禮揚水場)                                 | 전북 완주군 삼례읍 비비정길 26, 외 1필지 (삼례리)               |                                  | 2005년 12월 9일 지정  |      |
| 262호 |                                                                        | 무주 지전마을 옛 담장 (茂朱 芝田마을 옛 담牆)                           | 전북 무주군 설천면 길산리 48-1 등                               |                                  | 2006년 6월 19일 지정  |      |
| 263호 |                                                                        | 익산 함라마을 옛 담장 (益山 咸羅마을 옛 담牆)                           | 전북 익산시 함라면 함열리 314 등                                |                                  | 2006년 6월 19일 지정  |      |
| 276호 |                                                                        | 정읍 나용균 생가와 사당 (井邑 羅容均 生家와 祠堂)                       | 전북 정읍시 영원면164-1(생가), 166-1(사당)                      | 정읍시                           | 2006년 9월 19일 지정  |      |
| 325호 |                                                                        | 고창 조양식당 (高敞 兆陽食堂)                                           | 전북 고창군 고창읍 천변남로 86 (읍내리)                         | 심효경                           | 2007년 4월 30일 지정  |      |
| 366호 |                                                                        | 정읍 상학마을 옛 담장 (井邑 上鶴마을 옛 담牆)                           | 전북 정읍시 덕천면 상학2길 26, 외 (상학리)                      | 정읍시                           | 2007년 11월 30일 지정 |      |
| 372호 |                                                                        | 구 일본 제18은행 군산지점 (舊 日本 第十八銀行 群山支店)                 | 전북 군산시 해망로 230 (장미동)                                 | 문화재청                         | 2008년 2월 28일 지정  |      |
| 374호 |                                                                        | 구 조선은행 군산지점 (舊 朝鮮銀行 群山支店)                             | 전북 군산시 해망로 214, , 12번지 (장미동)                       | 군산시                           | 2008년 7월 3일 지정   |      |
| 378호 |                                                                        | 군산 어청도 등대 (群山 於靑島 燈臺)                                     | 전북 군산시 옥도면 어청도길 240 (어청도리)                      |                                  | 2008년 7월 14일 지정  |      |
| 403호 |                                                                        | 김제 부거리 옹기가마 (金堤 富巨里 甕器가마)                             | 전북 김제시 백산면 옹기가마길 13, 외 1필지 (부거리)             |                                  | 2008년 8월 27일 지정  |      |
| 502호 |                                                                        | 필야정 시지 (必也亭 試紙)                                               | 전북 정읍시 내장산로 370-12 정읍시립박물관                      | 정읍시립박물관                   | 2012년 8월 13일 지정  |      |
| 579호 |                                                                        | 구 만경강 철교                                                          | 전북 전주시 덕진구 화전동 969, 969-1 · 완주군 삼례읍 후정리 820 | .                                | 2013년 12월 20일 지정 |      |
| 580호 |                                                                        | 완주 구 삼례양곡창고                                                    | 전북 완주군 삼례읍 후정리 247-1번지                             | .                                | 2013년 12월 20일 지정 |      |
| 595호 |                                                                        | 임실 회문망루                                                           | 전북 임실군 덕치면 회문리 100-1, 101-7                          | 경찰청,국토교통부                | 2014년 9월 1일 지정   |      |
| 596호 |                                                                        | 임실 운암망루                                                           | 전북 임실군 운암면 운암리 640-8, 847-1, 산150-20                | 국토교통부                       | 2014년 9월 1일 지정   |      |
| 600호 | 파일:File:Former Gunsan Branch of Korean Food Corporation 20230419.jpg | 구 조선식량영단 군산출장소                                              | 전북 군산시 영화동 14-2, 14-3                                   | 군산시                           | 2014년 9월 1일 지정   |      |
| 619호 |                                                                        | 김제 금산사 석고미륵여래입상                                            | 전북 김제시 금산면 모악5길 1                                    | 금산사                           | 2014년 10월 29일 지정 |      |
| 625호 |                                                                        | 완주 화암사 괘불도                                                      | 전북 완주군 경천면 화암사길 271                                 | 화암사                           | 2014년 10월 29일 지정 |      |
| 626호 |                                                                        | 진안 천황사 괘불도                                                      | 전북 진안군 정천면 수암길 54                                    | 천황사                           | 2014년 10월 29일 지정 |      |
| 629호 |                                                                        | 백용성 역 조선글화엄경                                                  | 전북 장수군 번암면 죽림2길 31                                   | 죽림정사                         | 2014년 10월 29일 지정 |      |
| 630호 |                                                                        | 백용성 역 선한역 대방광불화엄경 원고 (鮮漢譯 大方廣佛華嚴經)            | 전북 장수군 번암면 죽림2길 31                                   | 죽림정사                         | 2014년 10월 29일 지정 |      |
| 631호 |                                                                        | 백용성 역 신역대장경(금강마하반야바라밀경)                              | 전북 장수군 번암면 죽림2길 31                                   | 죽림정사                         | 2014년 10월 29일 지정 |      |
| 632호 |                                                                        | 백용성 역 조선어능엄경 (朝鮮語楞嚴經)                                   | 전북 장수군 번암면 죽림2길 31                                   | 죽림정사                         | 2014년 10월 29일 지정 |      |
| 646호 |                                                                        | 백용성 역 한글본『신역대장경』(금강경강의)                              | 전북 익산시 익산대로 460 원광대학교                             | 원광대학교                       | 2014년 12월 26일 지정 |      |
| 677호 |                                                                        | 군산 둔율동 성당                                                        | 전북 군산시 둔배미길 24                                         | 재단법인 천주교 전주교구유지재단 | 2017년 4월 20일 지정  |      |